# إرنيستو ألباراسين
إرنيستو ألباراسين (بالإسبانية: Ernesto Albarracín) لاعب كرة قدم أرجنتيني راحل كان يجيد اللعب في خط الوسط.
لعب طوال مسيرته الرياضية في نادي سبورتيفو بوينس آيرس.
شارك مع منتخب الأرجنتين في بطولة كأس العالم 1934 في إيطاليا حيث خرج من الدور الثمن النهائي.

## وصلات خارجية
- إرنيستو ألباراسين على موقع الاتحاد الدولي (مؤرشف)  (الإنجليزية)
- إرنيستو ألباراسين على موقع Soccerway.com (الإنجليزية)
- إرنيستو ألباراسين على موقع عالم كرة القدم.نت (الإنجليزية)
- هذا سيرة ذاتية